# Leif B. Hendil
Leif Bøving Hendil (født 7. december 1898 i Skive, død 20. juni 1961 i København) var en dansk journalist og modstandsmand, der i 1943 spillede en central rolle i transporterne af flygtninge over Øresund.
Leif Hendil blev student fra Sorø Akademi i 1918. Allerede som 18-årig virkede han som korrespondent for en række provinsblade. Han blev efter studentereksamen som journalist og arbejdede først ved Politiken, siden ved Berlingske Tidende og derefter en årrække ved Skive Venstreblad. I 1925 kom han til Ekstra Bladet, hvor han i 1933 avancerede til handelsredaktør og i 1948 til chefredaktør, hvilket han var frem til 1958.
Som 20-årig blev han aktiv i den komité, der modtog ententens tropper i Sønderjylland og i 1926 var han hovedarrangør af fejringen af Helsingørs 600-års købstadsjubilæum. På hjemegnen var han med til at opbygge Skive Museum.
Det blev dog under besættelsen, han kom til at spille en særlig stor rolle med sit engagement i redningsaktionen for danske jøder fra oktober 1943. Til at begynde med blev mindre grupper transporteret fra Snekkersten til Sverige. Erfaringerne herfra brugte han til at etablere en fast rute med hovedbase i Malmø, som fik navnet Dansk-Svensk Flygtningetjeneste. Den blev etableret efter et møde med Ebbe Munck i Stockholm. Pengene blev skaffet med hjælp fra Sveriges mosaiske trossamfund. Takket være uofficielle aftaler med den svenske regering og samarbejde med svensk politi og militær blev ruten over Øresund effektiv, hurtig og ikke mindst sikker. Leif Hendil var gerne selv om bord på bådene.
Leif B. Hendil er begravet på kirkegården ved Skive Kirke.